# Haplochrois neocompsa
Haplochrois neocompsa is een vlinder uit de familie van de grasmineermotten (Elachistidae). De wetenschappelijke naam van de soort is, als Syntetrernis neocompsa,  voor het eerst geldig gepubliceerd in 1933 door Meyrick.